# 夏川純
夏川 純（なつかわ じゅん、1980年9月19日 - ）は、日本の元タレント、元グラビアアイドルである。本名、非公表（後述）。
広島県出身、元所属事務所はアーティストハウス・ピラミッド。

## 来歴
1999年、『週刊ヤングジャンプ』に載っていたファンレターの宛先に誤って履歴書を送ったところ担当者の目に留まり、芸能界デビュー。オスカープロモーションに所属。
2003年、事務所を移籍し芸名を「夏川純」としてグラビアとして再デビュー。写真集『believe』が初作品。
2004年、テレ朝エンジェルアイ2004の一員として選ばれる。
2006年、KYOURAKUのイメージガール「ミス・サプライズ」。
2010年11月、交際中であった1歳年下の一般男性との婚約を発表、2011年1月1日に婚姻届を提出。2013年9月20日に第1子を出産した。
2017年9月1日までは所属事務所のホームページにプロフィールが掲載されていたが、同年9月5日には削除されている。
2020年5月には、「2010年頃から少しずつテレビで見かけなくなり、現在はほとんど公の場に姿を現していない」とインターネットのニュースでも報じられた。
2023年11月には週刊誌のインタビューに対して「もう芸能のお仕事は辞めているんです。もう、引退しています」と回答している。

## 人物
- 家族構成は、両親と姉の4人。
- 横浜DeNAベイスターズのファンで、好きな選手は三浦大輔投手。
- 2006年6月29日の対巨人戦（横浜スタジアム）で、『BLOG@GIRLS』の番組宣伝を兼ねて始球式を務めた際、その三浦にピッチングの指導をしてもらった[10]。その結果「今までキャッチボールすらやったことがない」（本人談）ほど野球に関して素人だった彼女が、ノーバウンドでキャッチャーミットに投球することが出来た。次の始球式の依頼を心待ちにし「いつ依頼が来てもいいよう密かに練習します」とのこと[11]。その試合では主催の横浜が勝ち、その後も連勝が6まで伸びたことで、ハマの女神と呼ばれた[誰によって?]。
- 本名については、公式には前述の通り非公表。ただし、リアルライブによると、2008年3月11日放送分の『踊る!さんま御殿!!』で「私、本名が奈々っていうんですけど、“奈々はー”って言いますよ」と発言した[12]。東京スポーツは「平山奈々」を本名として報じている[12]。
- BoAの大ファン。
- アイロン掛けが得意。公式プロフィール等でも、特技として表明している。
- 同じ事務所で、よく番組で共演している安田美沙子などと仲良しである。

### 年齢詐称騒動
当初、生年月日を「1983年9月19日」として芸能活動を行っていたが、2006年に『週刊現代』誌上および2007年2月26日付のスポーツ新聞において、生年を偽っていると報じられた。
2007年3月11日、準レギュラーを務める『アッコにおまかせ!』の中で「5歳年上の姉がおりその姉と間違えたのでは」と弁解し疑惑を否定した。同年3月22日、公式ブログにて「1980年生まれである」と公表し、同日には事務所のWebサイト内にあるプロフィールも生年が昭和55年へと修正された。マスコミ各社へも同様の趣旨の内容がFAXで送られた。年齢を詐称した理由としては、事務所を移籍した際に10代からの支持を得るための営業戦略であったとしている （1983年生まれの19歳としてデビューした）。
また、夏川は都内の高校出身であり、その高校は上原多香子など芸能人が多かったことから、年齢詐称はすぐにばれると思っていたという。

## 出演

### テレビ

#### 過去
- テキトーTV（テレビ朝日）※準レギュラー
- 快傑えみちゃんねる（関西テレビ）※準レギュラー
- あっぷ&UP!（関西テレビ）※水曜準レギュラー
- ビーバップ!ハイヒール（朝日放送）※不定期出演
- ひるブラ「縁結びから子育て夫婦円満までお任せ〜宮崎県日南市〜」（2011年10月6日、NHK）※単発ゲスト出演
- 趣味Do楽「京都で磨く ゆかた美人」（2012年6月・7月期（2014年6・7月期アンコール放送）、NHK Eテレ）※生徒

- シスたちのプライバ（2003年7月 - 9月、C-TBS）
- お父さんの為のショウビズ講座（2003年7月 - 9月、BS-i）
- エンタdeパンチ（2003年10月 - 12月・2005年1月 - 6月、エンタ!371）
- Go on（2003年10月 - 2004年9月、KBS京都）
- アイドル道（2004年4月 - 9月、フジテレビ721）
- コレみよッ!（2004年7月 - 2005年6月、TBS）
- 夏川純のMUSIC KISS（2004年8月 - 2005年7月、歌謡ポップスチャンネル）
- BSブランチ（2004年9月 - 2005年10月、BS-i）
- シブスタ S.B.S.T（2004年11月 - 2005年3月、テレビ東京）
- 志村通（2004年10月 - 2005年9月、フジテレビ）
- 月光音楽団（2005年1月 - 2009年9月、TBS）
- ぶちぬき・金曜日（2005年4月 - 2006年3月、テレビ東京）
- ハナタカ天狗 （2005年4月 - 9月、TBS）
- アッコにおまかせ!（2005年7月 - 2007年3月、TBS）
- 志村けんのだいじょうぶだぁII（2005年10月 - 2008年3月、フジテレビ）
- 志村けんのバカ殿様（フジテレビ）※不定期出演
- とんねるずのみなさんのおかげでした（フジテレビ）※不定期出演
- ガガガガガレッジセール（2005年10月 - 2006年1月、日本テレビ）
- BLOG@GIRLS（2006年7月 - 2007年3月、BS-i）
- 発見!わくわくMY TOWN（2007年4月 - 2008年3月、東海テレビ） - 初代アシスタント ※中京ローカル
- 世直しバラエティー カンゴロンゴ（2008年10月 -　2009年3月、NHK）
- 田舎に泊まろう!（2009年6月、テレビ東京）
- 今夜はえみぃ〜GO!!（毎日放送） - 準レギュラー
- ジャイケルマクソン（毎日放送）
- よゐこ部（2010年8月3日、毎日放送）
- PON!（2010年12月23日、日本テレビ）
- 踊る!さんま御殿!!（2011年2月1日、日本テレビ）
- おねぇさまのおせっかい代理店。 ファニーカンパニー!（2011年1月 - 2012年2月、富山テレビ）
- BOAT RACEライブ 〜勝利へのターン〜（2015年11月1日・2016年1月10日・3月6日・5月22日・12月4日、BSフジ）

#### ドラマ
- ホットマン（2003年、TBS系）
- マンハッタンラブストーリー（2003年、TBS系） - ミドリ 役
- いちばん暗いのは夜明け前（2005年9月、テレビ東京） - ミキ 役
- Pinkの遺伝子（2005年10月、テレビ東京系） - 佐伯綾瀬 役
- Happy!（2006年4月、TBS系） - 賀来菊子 役
- ほんとにあった怖い話 夏の特別編2006 「断崖の下にて」（2006年8月22日、フジテレビ系）
- 笑える恋はしたくない（2006年12月、TBS系） - 栗栖理香 役
- Happy!2（2006年12月、TBS系） - 賀来菊子 役
- ざっくり戦士ピラメキッド（2010年7月、テレビ東京系（ピラメキーノG内）） - 中川奈津実 役
- ドラマ24撮らないで下さい!!グラビアアイドル裏物語（2010年3月、テレビ東京） - 第8話ゲスト
- 鉄子の育て方 第2・3話（2014年4月、メ〜テレ） - 鳥塚亮子 役

### 映画
- 7月24日通りのクリスマス（2006年、東宝、監督：村上正典）
- ルナハイツ2（2006年、リベロ、監督：初山恭洋） - 藤野真理 役
- TWILIGHT FILE Ⅶ「イルカの豆」（2010年11月、監督:吉川忠雄） - 佐伯小夜 役

### CM
- スパワールド 世界の大温泉「うずうず1000円キャンペーン」（2005年）
- ミニストップ「アップルマンゴーパフェ」、「ハロハロ」（2006年）
- ほのぼのレイク（2006年 - 2008年）
- アイフォー「筆王2006」「筆王2007」（2005年、2006年）熊田曜子、安田美沙子と共演

### PV
- UGLY DUCKLING 「Let It Out (SDP remix)」（2006年）

### インターネット
- 週刊！NIPPONちびっこランド（2012年1月9日 - 、フジテレビ無料動画サイト「見参楽」）MC

## 作品

### イメージビデオ（DVD）
- BELIEVE（2003年3月29日発売）
- CROVER（2003年8月29日発売）
- ぴゅあ（2003年9月25日発売）
- Se-女（2004年5月25日発売）
- Pink Sapphire（テレ朝エンジェルアイ2004 Vol.3）（2004年7月7日発売）
- Jerry Beans（2004年10月20日発売）
- コスプレスター★ボーリング（東京美優）（2005年2月25日発売）
- not a little girl（2005年4月25日発売）
- Honey Bee×2（2005年6月25日発売） 安田美沙子と共演
- フライング…（2005年6月25日発売）（Se-女!2シリーズ）
- Pure Love（2005年7月25日発売）
- Doll（2005年10月21日発売）
- Astraea（2006年1月22日発売）（ウルトラヒロインシリーズ）
- Perfect collection（2006年2月24日発売）
- ONE （2006年5月26日発売）
- Pure Heart（2006年7月25日、フォーサイド・ドットコム）（美女-Hシリーズ）
- SCRATCH（2006年8月30日発売）
- Midsummer Days（2006年11月24日発売）
- Angelic Smile（2007年1月26日発売）
- コラボレーションBOX Always Together（2007年4月30日発売）
- Pure Summer（2007年7月24日発売）
- Naturally（2007年10月26日発売）
- Breeze （2008年1月23日発売）

### 写真集
- believe （2003年、学習研究社） ISBN 978-4-05-401974-4
- 純心 （2003年、アクアハウス） ISBN 978-4-8130-1084-5
- コスプレナツカワ （2003年、KKベストセラーズ） ISBN 978-4-584-17091-5
- crea （2005年、ワニマガジン社） ISBN 978-4-89829-795-7
- 別冊sabraムック『tokyo voyage』（2005年、小学館） ISBN 978-4-09-103047-4
- Tokyo voyage（ネット写真集Tokyo voyage）（小学館）
- 夏純 （2006年、彩文館出版） ISBN 978-4-7756-0112-9
- JUN BRIGHT/夏川純―PERFECT VISUAL MAGAZINE （2006年、学習研究社） ISBN 978-4-05-604464-5

（共演分）
- P〜PYRAMID GIRLS×WEEKLY PLAYBOY〜 （2004年、集英社）
- 別冊sabraムック
- 週刊ヤングジャンプ特別編集 Mix4 （2006年、集英社）

## 音楽
- 姫TRANCE アニメPARTY